# Dorothea Flandera
Dorothea Flandera OSB (* 10. Dezember 1952 als Jutta Flandera) ist eine deutsche Benediktinerin. Von 2016 bis 2023 war sie Äbtissin der Abtei St. Hildegard in Rüdesheim-Eibingen.

## Leben
Flandera wuchs in Kirchhain in Mittelhessen auf und studierte Mathematik an der Universität Marburg. Nach dem Diplom trat sie im Jahre 1979 in die Abtei St. Hildegard in Eibingen bei Rüdesheim am Rhein ein, wo sie nach dem Postulat den Ordensnamen Dorothea erhielt. Sr. Dorothea arbeitete unter anderem in der Restaurierungswerkstätte der Benediktinerinnenabtei und hospitierte im Frühjahr 1981 in der Restaurierwerkstätte des Steiermärkischen Landesarchivs. Im Bereich der Papierrestaurierung publizierte sie unter anderem im Jahre 1990 in den Arbeitsblättern des Arbeitskreises Nordrhein-Westfälischer Papierrestauratoren. Zudem fungierte sie im Laufe ihrer kirchlichen Tätigkeit mehrere Jahre als Leiterin der 1974 eingeweihten klostereigenen Restaurierungswerkstatt für kirchliche Archivalien.
Nach der Ablegung der zeitlichen Profess im Jahre 1982 legte Sr. Dorothea 1985 ihre feierliche Profess ab und empfing die Jungfrauenweihe. 2004 wurde sie Priorin der Abtei. Einen Monat nach dem Tod der Äbtissin Clementia Killewald wurde Sr. Dorothea am 2. August 2016 zur neuen Äbtissin von Rupertsberg und Eibingen gewählt. Die Äbtissinenweihe spendete am 3. Oktober der Bischof von Limburg, Georg Bätzing. Als Wahlspruch wählte Mutter Dorothea, die die 40. Nachfolgerin Hildegards von Bingen ist, das Petruswort aus Johannes 21,7 : Dominus ipse est („Es ist der Herr“). Bei Erreichen der Altersgrenze von 70 Jahren stellte sie ihr Amt zur Verfügung. Als ihre Nachfolgerin wurde Katharina Drouvé gewählt und im März 2023 zur Äbtissin geweiht.